# Segunda Liga da Neutralidade Armada

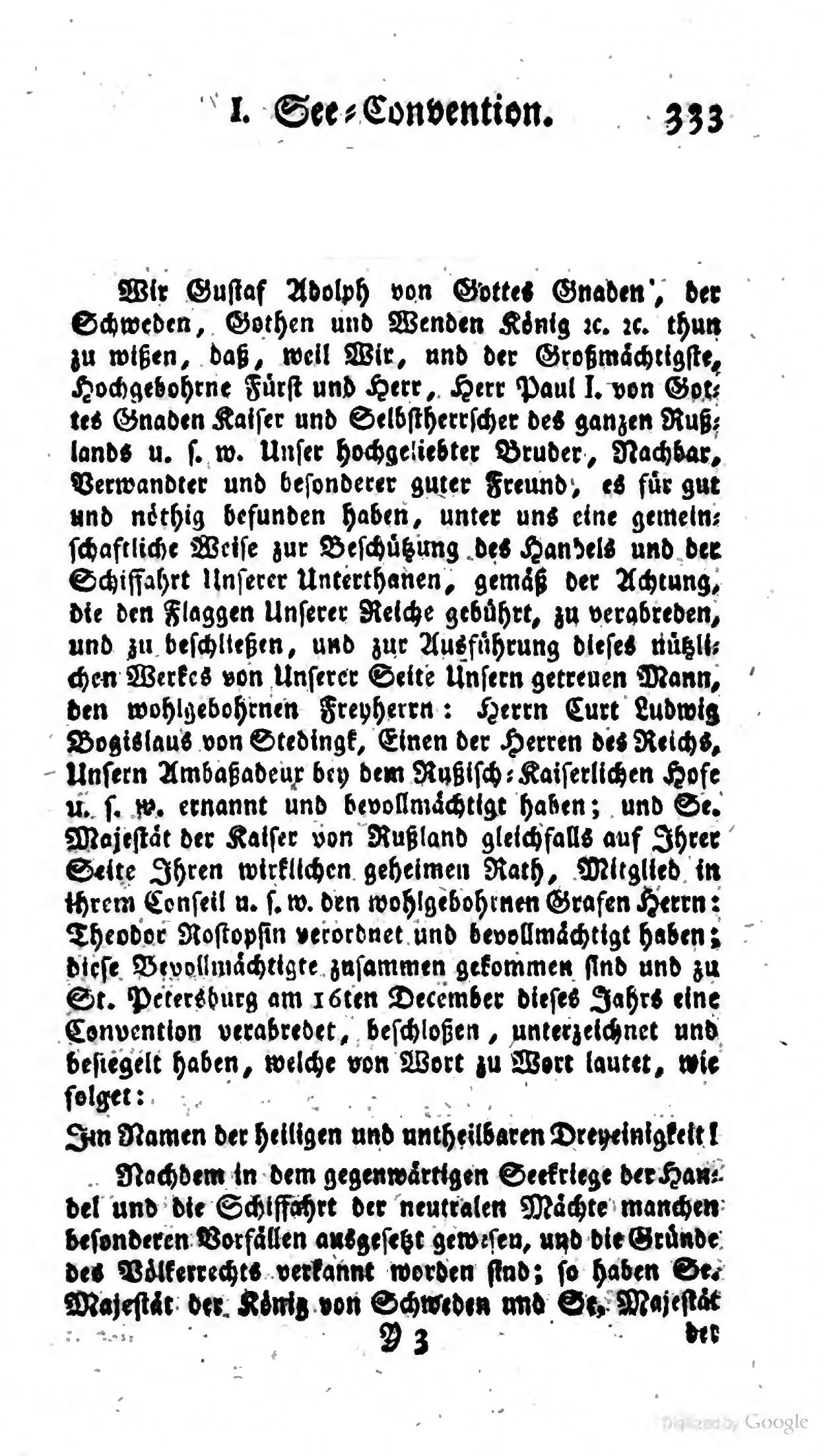

Se procura a Liga dos Neutros, a Liga dos Estados Neutrais durante a Guerra da Independência Americana (1780-1783), veja Primeira Liga da Neutralidade Armada.
A Segunda Liga da Neutralidade Armada ou a Liga do Norte foi uma aliança militar das potências navais do Norte da Europa: Reino da Dinamarca e Noruega, Prússia, Suécia e Império Russo. A Liga existiu entre 1800 e 1801 durante a Guerra da Segunda Coligação e foi criada por iniciativa de Paulo I da Rússia. Foi uma recriação da Primeira Liga da Neutralidade Armada que tinha obtido sucesso durante a Guerra da Independência dos Estados Unidos em isolar a Grã-Bretanha e resistir às suas tentativas de interferência no transporte marítimo daquelas potências. A Segunda Liga não conseguiu ter tanto sucesso como a Primeira.
O objectivo da Segunda Liga era proteger os transportes marítimos dos países neutrais contra as ações da Marinha Real Britânica (Royal Navy) de fiscalização ilimitada sobre quaisquer transportes marítimos para França, numa tentativa de cortar o fornecimento de abastecimentos militares e de outros géneros para Primeira República Francesa. O governo britânico, não considerando essencial preservar a boa vontade dos Russos, considerou a formação da Liga como uma forma de aliança com a França e atacou a Dinamarca destruindo parte da sua frota na Batalha de Copenhaga a 2 de Abril de 1801. esta ação forçou a Dinamarca a abandonar a Liga. Em resposta a esta ação, a Prússia invadiu Hanôver nesse mesmo mês de Abril. Dado que o Eleitor (governante) de Hanôver era o Rei de Inglaterra, esta foi uma forma de atingir os interesses britânicos. A morte de Paulo I da Rússia em Março de 1801 e a subida ao trono de Alexandre I conduziu a uma alteração da política do Império Russo e a Liga acabou por se dissolver. Mais tarde, a Rússia juntar-se-ia à Grã-Bretanha numa coligação contra a França Napoleónica.